# Karl-Roland Martinsson
Karl-Roland Martinsson, född 5 juli 1908 i Kungsholms församling i Stockholm, död 8 oktober 1981 i Johanneshov, var en svensk målare, stuckatör och mosaikkonstnär.
Han var son till chauffören Karl-Georg Martinsson och Gerda Eleonora Bergsten samt från 1933 gift med Rut Matilda Fagerberg. Martinsson studerade al fresko- och al secco-målning vid Stockholms stads stuckatörskola därefter studerade han konst vid Otte Skölds målarskola 1946–1948. Separat ställde han bland annat ut på Blå paletten i Stockholm och på Hantverkshuset i Filipstad. Tillsammans med Åke Cronvall och Sven Dal ställde han ut på Huddinge kommunalhus 1958, han medverkade även i flera samlingsutställningar bland annat med Huddinge konstförening. Hans konst består av blomsterstilleben, figurer och landskapsskildringar utförda i olja, pastell, gouache eller i en speciell vaxkriteteknik som han själv utvecklade samt mosaik.